# Yikesai He
Yikesai He är ett vattendrag i Kina. Det ligger i den autonoma regionen Xinjiang, i den nordvästra delen av landet, omkring 350 kilometer väster om regionhuvudstaden Ürümqi.
Genomsnittlig årsnederbörd är 364 millimeter. Den regnigaste månaden är juni, med i genomsnitt 84 mm nederbörd, och den torraste är mars, med 4 mm nederbörd.